# 동산 요금소
동산 요금소(東山料金所, Dongsan TG)는 강원특별자치도 춘천시 동산면 종자리로 275-21 (군자리)에 위치했던 서울양양고속도로 본선 상의 요금소이다. 남춘천 나들목에서 양양 방향으로 약 1.1 km 떨어진 위치에 있었다.
2009년 7월 15일 서울양양고속도로의 민자구간인 강일 ~ 춘천 구간이 개통되면서 영업을 개시했다. 양양 방향 차로에만 요금소가 설치되어 있었으며, 관리는 한국도로공사 동산영업소, 서울춘천고속도로 동산영업소에서 했었다.
2016년 11월 11일 서울양양고속도로 강일 나들목 ~ 춘천 분기점 구간을 포함한 민자고속도로 8개 노선에 원톨링 시스템이 적용되어 요금소가 불필요해짐에 따라 폐쇄되었다.
현재 폐쇄된 동산 요금소 부지는 동산 졸음쉼터로 사용 중이며, 양양방향에만 졸음쉼터가 존재한다.

## 연혁
- 2009년 7월 15일 : 서울양양고속도로 강일 ~ 춘천 구간 개통과 함께 영업 개시
- 2016년 11월 11일 : 원톨링 시스템 도입으로 요금소 폐쇄

## 구조
- 춘천방면에만 요금소가 있었다.서울 방면은 남양주TG가 있어 굳이 중간 징수할 필요성이 없었기 때문에 양양 방면에만 설치했다.

## 양양 방향(하행선)
- 하이패스 전용 진출차로 : 1,2차로
- 일반 진출차로 : 3~10차로

## 교통량 정보
양양방향 차량만 집계한 자료이다.
| 요금소        | 통행량 (대/일) | 통행량 (대/일) | 통행량 (대/일) | 통행량 (대/일) | 통행량 (대/일) | 통행량 (대/일) | 통행량 (대/일) | 통행량 (대/일) | 통행량 (대/일) | 통행량 (대/일) | 각주  |
| 요금소        | 2009년         | 2010년         | 2011년         | 2012년         | 2013년         | 2014년         | 2015년         | 2016년         | 2017년         | 2018년         | 각주  |
| ------------- | -------------- | -------------- | -------------- | -------------- | -------------- | -------------- | -------------- | -------------- | -------------- | -------------- | ----- |
| 동산 (폐쇄식) | 10,308         | 12,088         | 13,006         | 12,866         | 12,710         | 12,792         | 2,620          | 847            | 1,437          | 283            | [ 1 ] |
| 요금소        | 2019년         |                |                |                |                |                |                |                |                |                | [ 1 ] |
| 동산 (폐쇄식) | 212            |                |                |                |                |                |                |                |                |                | [ 1 ] |